# Adrián Fernández

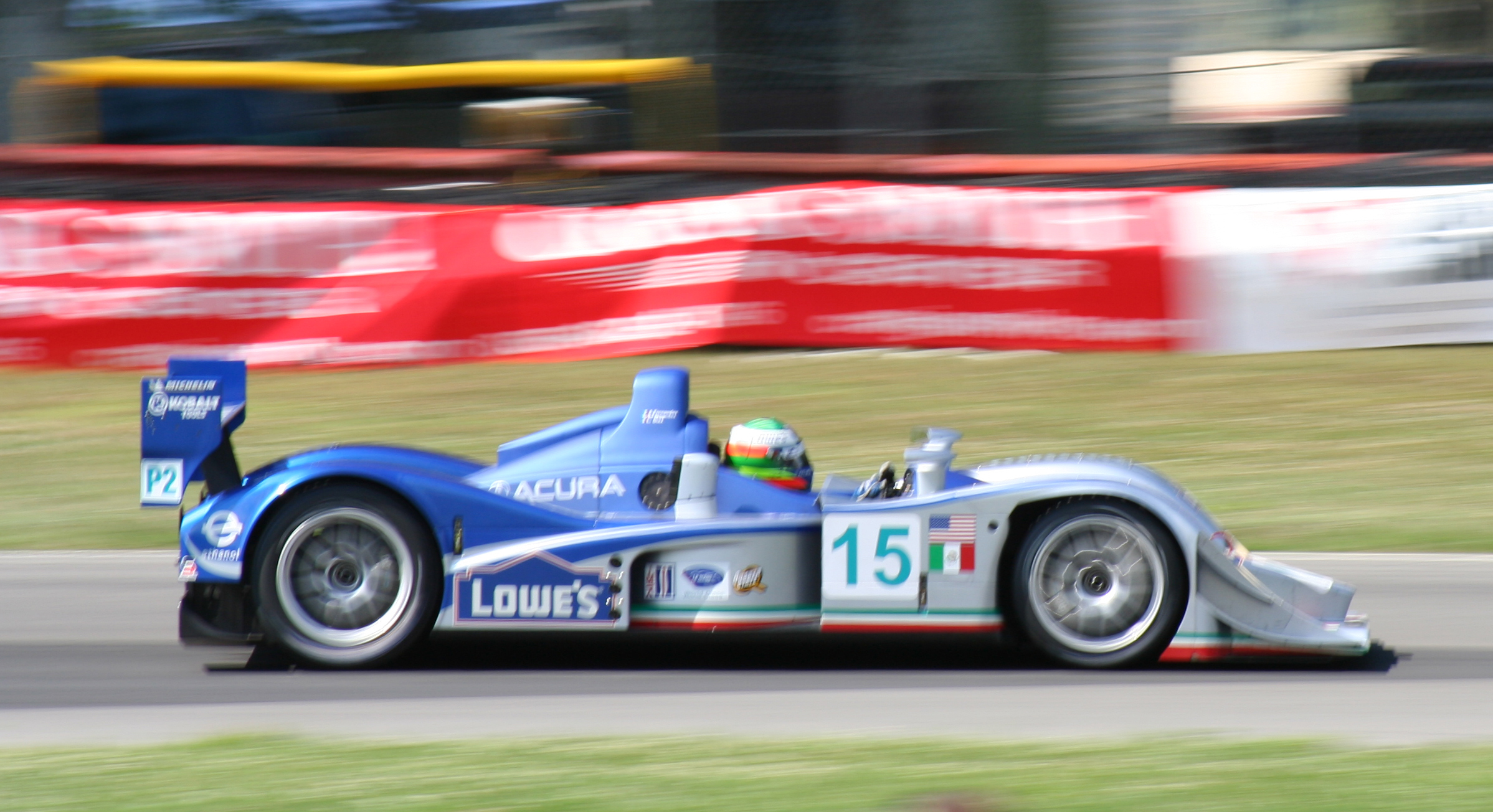
Fernández Racing Le Mans Series sportwagen

José Adrián Fernández Mier (Mexico-Stad, 20 april 1965) is een Mexicaans autocoureur. Hij reed in het Champ Car kampioenschap, de Indy Racing League en neemt vanaf 2007 deel aan de American Le Mans Series. Hij is mede-eigenaar van het Fernández Racing team.

## Carrière

### Champ Car
Fernández startte in 1993 in de Champ Car voor het Galles Racing team. Hij reed dat jaar vijf races en een zevende plaats op het circuit van Michigan was zijn beste resultaat. Hij bleef in 1994 en 1995 bij hetzelfde team en behaalde één podiumplaats, hij werd derde in Michigan in 1995. In 1996 verhuisde hij naar het Tasman Motorsports team. Hij won voor de eerste keer, op het circuit van Toronto. Ook in 2007 bleef hij bij het team, maar goede resultaten bleven uit.
In 1998 maakt hij de overstap naar het Patrick Racing team. Hij won de races in Motegi in Japan en Lexington en werd vierde in de eindstand. Op het circuit van Michigan had hij een crash waarbij een wiel van zijn wagen in het publiek werd gekatapulteerd. Drie toeschouwers kwamen om het leven. In 1999 won hij opnieuw in Japan alsook de laatste race van het seizoen in Fontana. Een jaar later won hij de races in Rio de Janeiro en Surfers Paradise. Hij werd tweede in de eindstand van het kampioenschap, zijn best resultaat ooit.
In 2001 richt hij samen met Tom Anderson, een voormalig manager van het Ganassi team, het Fernández Racing team op. Hij reed er het kampioenschap mee en had als teamgenoot Shinji Nakano. Fernández bleef tot 2003 Champ Car rijden en maakte dan de overstap met het team naar de Indy Racing League. Hij won nog wel in 2003 de race op het circuit van Portland.

### Indy Racing League
Fernández won in het eerste jaar in de IndyCar meteen drie races, in Kentucky, Chicago en Fontana. In 2005 kon hij het budget niet rond krijgen om met zijn team verder te racen in de Indy Racing League en nam nog enkel deel aan de Indianapolis 500 race, waar hij veertiende werd.

### Le Mans Series
Fernández rijdt vanaf 2007 met zijn team in de American Le Mans Series, samen met landgenoot Luis Díaz. Ze werden gezamenlijk elfde in de eindstand in 2007, het team werd daarmee vierde en in 2008 werden ze gezamenlijk twaalfde en het team werd vijfde.

### Resultaten
Champ Car resultaten (aantal gereden races, aantal maal in de top 5 van een race, eindpositie kampioenschap en punten)
| Jaar | Races | 1ste | 2de | 3de | 4de | 5de | Rang | Ptn |
| ---- | ----- | ---- | --- | --- | --- | --- | ---- | --- |
| 1993 | 5     | -    | -   | -   | -   | -   | 24   | 7   |
| 1994 | 16    | -    | -   | -   | -   | 1   | 13   | 46  |
| 1995 | 17    | -    | -   | 1   | 1   | -   | 12   | 66  |
| 1996 | 15    | 1    | -   | -   | 1   | -   | 12   | 71  |
| 1997 | 17    | -    | -   | 1   | -   | -   | 18   | 27  |
| 1998 | 19    | 2    | 1   | 1   | 2   | 2   | 4    | 154 |
| 1999 | 16    | 2    | -   | 2   | 2   | 3   | 6    | 140 |
| 2000 | 20    | 2    | 2   | 1   | -   | 3   | 2    | 158 |
| 2001 | 20    | -    | -   | 2   | 1   | 1   | 18   | 45  |
| 2002 | 15    | -    | 1   | -   | 1   | -   | 14   | 59  |
| 2003 | 18    | 1    | 1   | -   | 1   | 1   | 8    | 105 |

Indy Racing League resultaten (aantal gereden races, aantal maal in de top 5 van een race, eindpositie kampioenschap en punten)
| Jaar | Races | 1ste | 2de | 3de | 4de | 5de | Rang | Ptn |
| ---- | ----- | ---- | --- | --- | --- | --- | ---- | --- |
| 2004 | 15    | 3    | 1   | -   | -   | 2   | 5    | 445 |
| 2005 | 1     | -    | -   | -   | -   | 1   | 29   | 16  |